# Trachylepis hildae
Trachylepis hildae är en ödleart som beskrevs av  Arthur Loveridge 1953. Trachylepis hildae ingår i släktet Trachylepis och familjen skinkar. Inga underarter finns listade i Catalogue of Life.